# Le Ore (rivista)
Le Ore (della Settimana) è stata una rivista italiana. Fondata nel 1953 come rivista culturale dedicata all'attualità cinematografica, venne chiusa nel 1967; dal 1970 grazie all'iniziativa dell'editore Saro Balsamo riprese le pubblicazioni come rivista erotica e, dal 1977, come rivista pornografica fino al 2000.

## Storia editoriale

### Prima serie
Viene fondata nel 1953 come rivista di attualità cinematografica da Salvato Cappelli, Giuseppe Trevisani e Pasquale Prunas, attivi nel campo del fotogiornalismo. Costituisce un'esperienza formativa importante per giornalisti e fotografi che saranno attivi per tutto il secondo dopoguerra come Mario Dondero. La formula di questa rivista era quella di un giornale formato quasi esclusivamente da fotografie, in cui i testi scritti erano limitati a didascalie.
I servizi sulle attrici del momento come Claudia Cardinale, Sophia Loren e Gina Lollobrigida non mancavano, ma erano in linea con i gusti dell'epoca e non erano diversi dagli altri settimanali fotografici. A partire dagli anni sessanta comincia a occuparsi anche d'informazione politica e letteraria. Il pezzo forte delle «Ore» era la pagina che settimanalmente scriveva il poeta Salvatore Quasimodo. Nel 1967 la rivista sospese le pubblicazioni.

### Seconda serie
Riprende le pubblicazioni nel novembre 1970 come rivista erotica e con il titolo Le Ore della settimana, per iniziativa dell'editore Saro Balsamo, dapprima softcore (con organi maschili coperti e assenza di rapporti sessuali espliciti) per poi pubblicare immagini sempre più esplicite. Nel febbraio 1977 variazioni permissive del diritto italiano in materia di buon costume consentono al settimanale di trasformarsi in una rivista hardcore, avvalendosi, soprattutto all'inizio per ovvia e momentanea carenza di materiale fotografico nazionale, di collaborazioni con testate francesi dell'International press e di ristampe di vecchie gallerie pornografiche scandinave. All'epoca il direttore era Maria Jatosti.
Nell'inverno del 1983 la rivista inizia il sodalizio con Ilona Staller, salutato con tanto di pubblicità cartellonistica (Le Ore, il settimanale che scotta), legittimando in Italia definitivamente la pornografia e affermando la figura della pornostar. Nel corso degli anni molte altre attrici, cantanti e showgirl appariranno sulle pagine della rivista, coinvolte in scene più o meno hard: tra le tante, Marisa Mell, Karin Schubert, Paola Senatore, Patty Pravo, Minnie Minoprio. Dopo alcuni anni di declino, nel 1987 la rivista torna al successo grazie alla collaborazione con Moana Pozzi, che durerà fino alla morte dell'attrice.
Con l'avvento dell'home video nei primi anni novanta, la morte di Moana e l'addio alle scene di Cicciolina, il successo della rivista è andato via via scemando fino alla cessazione delle pubblicazioni nel 2000.